# Rue Duroc (Lyon)
Pour les articles homonymes, voir Rue Duroc.
La rue Duroc est une voie du quartier des Chartreux dans le 1er arrondissement de Lyon, en France.

## Situation et accès
La rue débute cours Général-Giraud et aboutit rue Philippe-Gonnard. La circulation est dans le sens de la numérotation et à double-sens cyclable avec un stationnement des deux côtés. Un stationnement cyclable est disponible au début de la rue.

## Origine du nom
La rue est dédiée à Géraud Christophe Michel Duroc (1772-1813) Grand maréchal du palais de Napoléon Ier et mort à la bataille de Bautzen.

## Histoire
La rue est ouverte en 1854.